# XVIII з'їзд КПК

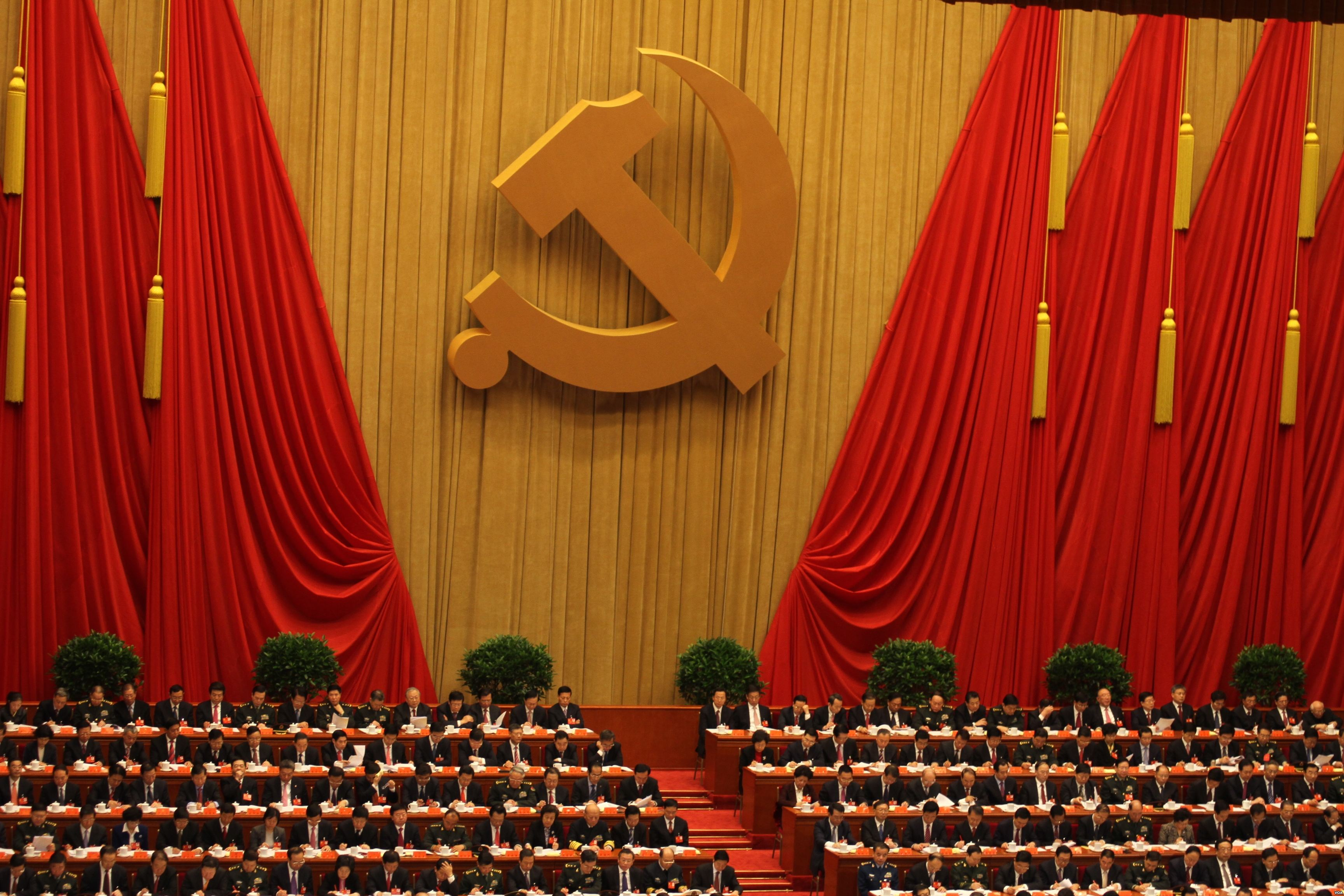
XVIII з'їзд КПК

18-й Всекитайський з'їзд КПК проходив з 8 по 15 листопада 2012 року у Пекіні.
Відповідальним секретарем з'їзду був Сі Цзіньпін.
З 1 по 4 листопада в Пекіні пройшов останній, 7-й, пленум ЦК КПК 17-го скликання (попереднього з'їзду).
До кінця 2012 року загальна чисельність членів партії досягла 85 млн 127 тис. осіб.
На XVIII з'їзді Компартії Китаю (КПК) до її статуту вперше було записано положення про те, що в Китаї «установлено соціалістичний устрій з китайською специфікою».
На з'їзді була підтверджена прихильність Китаю до оборонної військової політики і висловлено намір Китаю твердо докласти зусиль по захисту миру в усьому світі і сприянню загальному розвитку.